# Krîmne, Volodîmîreț
Krîmne (în ucraineană Кримне) este un sat în comuna Mulciîți din raionul Volodîmîreț, regiunea Rivne, Ucraina.

## Demografie
Componența lingvistică a localității Krîmne
     Ucraineană (100%)
Conform recensământului din 2001, toată populația localității Krîmne era vorbitoare de ucraineană (100%).